# Yên Phú, Lạc Sơn
Yên Phú là một xã thuộc huyện Lạc Sơn, tỉnh Hòa Bình, Việt Nam.
Xã Yên Phú có diện tích 21,32 km², dân số năm 1999 là 6589 người, mật độ dân số đạt 309 người/km².